# 米库 (1985年)
尼古拉斯·拉迪斯劳·费多尔·弗洛雷斯（西班牙語：Nicolás Ladislao Fedor Flores），常稱米古（西班牙語：Miku，1985年8月19日—），是一名委內瑞拉足球運動員，司職前鋒，目前效力西乙球會拉科鲁尼亚。他的母亲是一名匈牙利人。他的暱稱Miklós是源於他的名字Nicolás，而Miklós簡短發音為Miku。

## 生平

### 球會
米古於2001年來到了華倫西亞青訓營，2004年簽訂了職業合同，之後便開始長達5年的租借球員生涯，期間效力多支西班牙低組別聯賽球會。
2009年夏天，由於米古在薩拉曼卡一個賽季的強勢表現（出場37次打入15球，西乙射手榜第7名），華倫西亞將他召回，領到16號球衣的他成為了華倫西亞09/10賽季一線隊成員之一。
2009年8月27日，在歐霸盃外圍賽主場對史達比克的比賽中，米古上演帽子戲法，大放異彩，協助球會大勝4比1晉級。

### 國家隊
2006年8月16日，米古首次代表委內瑞拉國家足球隊出場，那場友誼賽最終結果是0-0與洪都拉斯戰成平手。隨後他就成為了委內瑞拉國家隊沖擊2010南非世界杯的重要成員，在2009年3月31日主場2-0擊敗哥倫比亞的比賽中取得進球。
2009年9月9日，米古在委內瑞拉主場3-1戰勝秘魯的比賽中梅開二度，幫助委內瑞拉保留了歷史上第一次打入世界杯的可能性。